# 교정별감
교정별감(敎定別監)은 고려 최씨정권 시기 무신들의 집정기구인 교정도감의 수장으로, 1209년에 교정도감이 설치된 이래로 최씨정권과 그 뒤를 이은 임씨정권의 수장들이 대대로 이 관직을 역임하였다.

## 목록
1. 최충헌 (1209년 ~ 1219년)
2. 최우 (1219년 ~ 1249년)
3. 최항 (1249년 ~ 1257년)
4. 최의 (1257년 ~ 1258년)
5. 김준 (1258년 ~ 1268년)
6. 임연 (1268년 ~ 1270년)
7. 임유무 (1270년)